# Course de montagne du Grintovec
La course de montagne du Grintovec (en slovène : Gorski tek na Grintovec), est une course de montagne reliant le hameau de Kamniški Bistrica au sommet du Grintovec en Slovénie. Elle s'est tenue de 1996 à 2019.

## Histoire
Lors d'une randonnée avec son ami Dare Božič, membre du club d'alpinisme PD Mengeš, Dušan Papež effectue l'ascension du Grintovec en 5 heures de temps en suivant le sentier. En plaisantant, il promet d'offrir 1000 Deutsche Mark à celui qui serait capable d'effectuer le même parcours en courant. Dare Božič le prend au mot et son club organise la première course de montagne du Grintovec en 1996. 54 coureurs prennent le départ, dont 5 femmes. Marjan Zupančič est le premier vainqueur en 1 h 29 min 45 s,.
L'édition 1997 est repoussée au mois de septembre à cause de chutes de neige.
Le club PD Mengeš organise la course jusqu'en 1999. Dušan Papež fonde le club KGT Papež en 2001 et relance la course cette année.
En 2002, la course rejoint le calendar de la coupe de Slovénie de course en montagne. Le dénivelé important pour une distance relativement courte la classe dans la catégorie « extrême ». Le parcours est raccourci pour les hommes junior et les femmes. L'arrivée est donnée au col Kokrsko sedlo, de même que l'année suivante.
La course fait son apparition au calendrier du Grand Prix WMRA en 2006. Jonathan Wyatt et Anna Pichrtová y établissent chacun les records du parcours en 1 h 15 min 43 s et 1 h 31 min 50 s respectivement,. Elle devient une course récurrente du calendrier jusqu'en 2016.
En 2010 et 2017 la course n'a pas lieu. Le club KGT Papež organise les championnats du monde, respectivement d'Europe à proximité sur l'alpage de Velika Planina.
À la suite de l'édition 2019, Dušan Papež décide d'arrêter l'organisation de la course.

## Parcours
Le départ est donné au restaurant Dom v Kamniški Bistric dans la vallée de Kamniška Bistrica. Le parcours longe la rivière Kamniška Bistrica et remonte ensuite sur le col Kokrsko sedlo où se situe la Cojzova koča. Le parcours suit ensuite le chemin qui mène au sommet du Grintovec. Il mesure 9,6 km pour 1 957 m de dénivelé.
En 2011, l'arrivée est abaissée au col Kokrsko sedlo en raison du mauvais temps.
À partir de 2014, le tracé subit une légère modification des deux premiers kilomètres à plat qui longe désormais la rivière.
En 2019, le parcours est nouveau raccourci jusqu'à Kokrsko en raison de fortes pluies.

## Vainqueurs
| Année | Hommes                 | Temps           | Femmes               | Temps           |
| ----- | ---------------------- | --------------- | -------------------- | --------------- |
| 1996  | Marjan Zupančič        | 1 h 29 min 45 s | Marija Trobec        | 1 h 51 min 24 s |
| 1997  | Igor Šalamun           | 1 h 25 min 22 s | Olga Grm             | 1 h 53 min 46 s |
| 1998  | Igor Šalamun           | 1 h 24 min 3 s  | Marija Trobec        | 1 h 51 min 30 s |
| 2001  | Igor Šalamun           | 1 h 27 min 22 s | Silva Vivod          | 1 h 50 min 46 s |
| 2002  | Andrej Mesner          | 1 h 21 min 17 s | Ines Hižar           | 57 min 36 s     |
| 2003  | Andrej Mesner          | 1 h 24 min 52 s | Veronika Jurišić     | 59 min 3 s      |
| 2004  | Marco Gaiardo          | 1 h 18 min 21 s | Ines Hižar           | 1 h 39 min 19 s |
| 2005  | Robert Krupička        | 1 h 19 min 7 s  | Anna Pichrtová       | 1 h 31 min 53 s |
| 2006  | Jonathan Wyatt         | 1 h 15 min 43 s | Anna Pichrtová       | 1 h 31 min 50 s |
| 2007  | Jon Tvedt              | 1 h 17 min 27 s | Anna Pichrtová       | 1 h 34 min 24 s |
| 2008  | Rickey Gates           | 1 h 19 min 7 s  | Anna Pichrtová       | 1 h 35 min 18 s |
| 2009  | Robert Krupička        | 1 h 17 min 5 s  | Anna Pichrtová       | 1 h 32 min 48 s |
| 2011  | Ahmet Arslan           | 42 min 50 s     | Lucija Krkoč         | 55 min 21 s     |
| 2012  | Azerya Teklay          | 1 h 17 min 27 s | Iva Milesová         | 1 h 39 min 37 s |
| 2013  | Azerya Teklay          | 1 h 22 min 14 s | Mateja Kosovelj      | 1 h 40 min 9 s  |
| 2014  | Isaac Toroitich Kosgei | 1 h 19 min 30 s | Mateja Kosovelj      | 1 h 32 min 38 s |
| 2015  | Nejc Kuhar             | 1 h 19 min 57 s | Karmen Klančnik      | 1 h 42 min 36 s |
| 2016  | Petro Mamu             | 1 h 22 min 30 s | Antonella Confortola | 1 h 39 min 11 s |
| 2018  | Nejc Kuhar             | 1 h 25 min 33 s | Mojca Koligar        | 1 h 39 min 58 s |
| 2019  | Luka Kovačič           | 46 min 51 s     | Mojca Koligar        | 55 min 26 s     |

 Record de l'épreuve